# Volkseigenes Gut

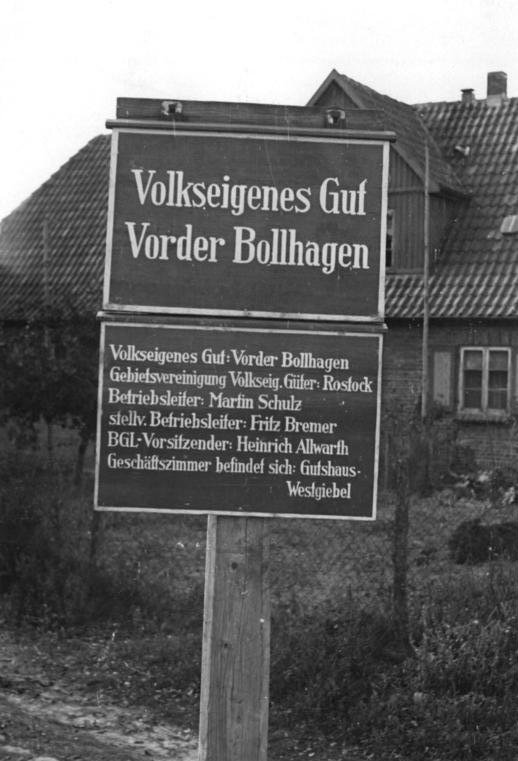
Wejście do VEG Vorder Bollhagen

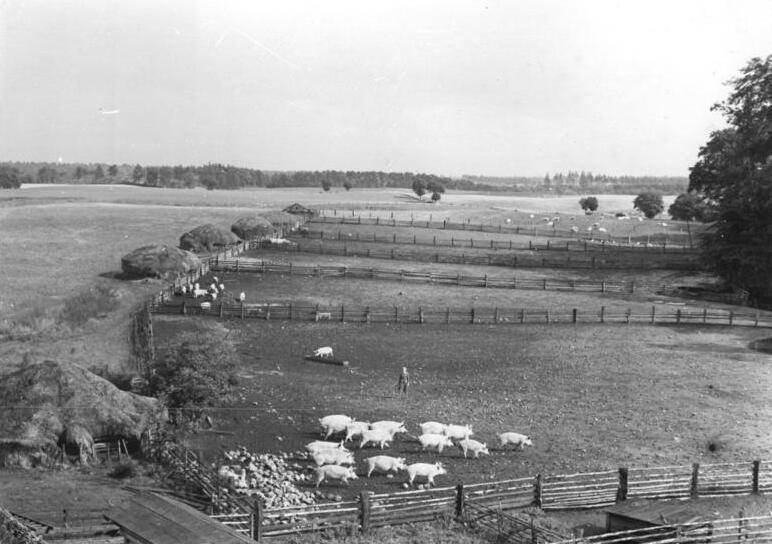
VEG Gross-Stieten w 1953

Volkseigenes Gut, VEG – w NRD państwowe gospodarstwo rolne, odpowiednik radzieckiego sowchozu i polskiego PGR.
W 1945/1946 powstało 669 VEG-ów, podlegających w różnych okresach zjednoczeniom VVG, ZVVG, GVVG (16 regionalnych). W 1989 r. pozostało 580 gospodarstw, które po zjednoczeniu Niemiec przejął Urząd Powierniczy.
Rolnicze spółdzielnie produkcyjne w NRD nazywały się Landwirtschaftliche Produktionsgenossenschaft.